# Crypsimetalla fimbriata
Crypsimetalla fimbriata là một loài bướm đêm trong họ Geometridae.